# Jõeküla (Viljandi)
Jõeküla is een plaats in de Estische provincie Viljandimaa, behorend tot de gemeente Viljandi vald. De plaats heeft de status van dorp (Estisch: küla).
Tot in 2013 lag Jõeküla in de gemeente Viiratsi. In dat jaar werd die gemeente bij Viljandi vald gevoegd.

## Bevolking
Het dorp had 48 inwoners op 31 december 2011 en 39 inwoners op 31 december 2021.

## Ligging
Het dorp ligt aan de rivier Tänassilma. De Põhimaantee 92, de hoofdweg van Tartu via Viljandi naar Kilingi-Nõmme, komt langs Jõeküla.

## Geschiedenis
Jõeküla betekent ‘dorp aan de rivier’. De rivier is de Tänassilma. Pas rond 1939 werd het dorp voor het eerst genoemd. Het heette toen Jõe. Op de plaats van Jõeküla lag al eerder een dorp, dat Kimmeli heette. De naam leeft nog voort in de namen van een boerderij, Kimmeli talu, en een weg, Kimmeli tee. Rond 1970 waren er officieel zelfs twee dorpen, Jõeküla I en II.